# Dissidents soviètics

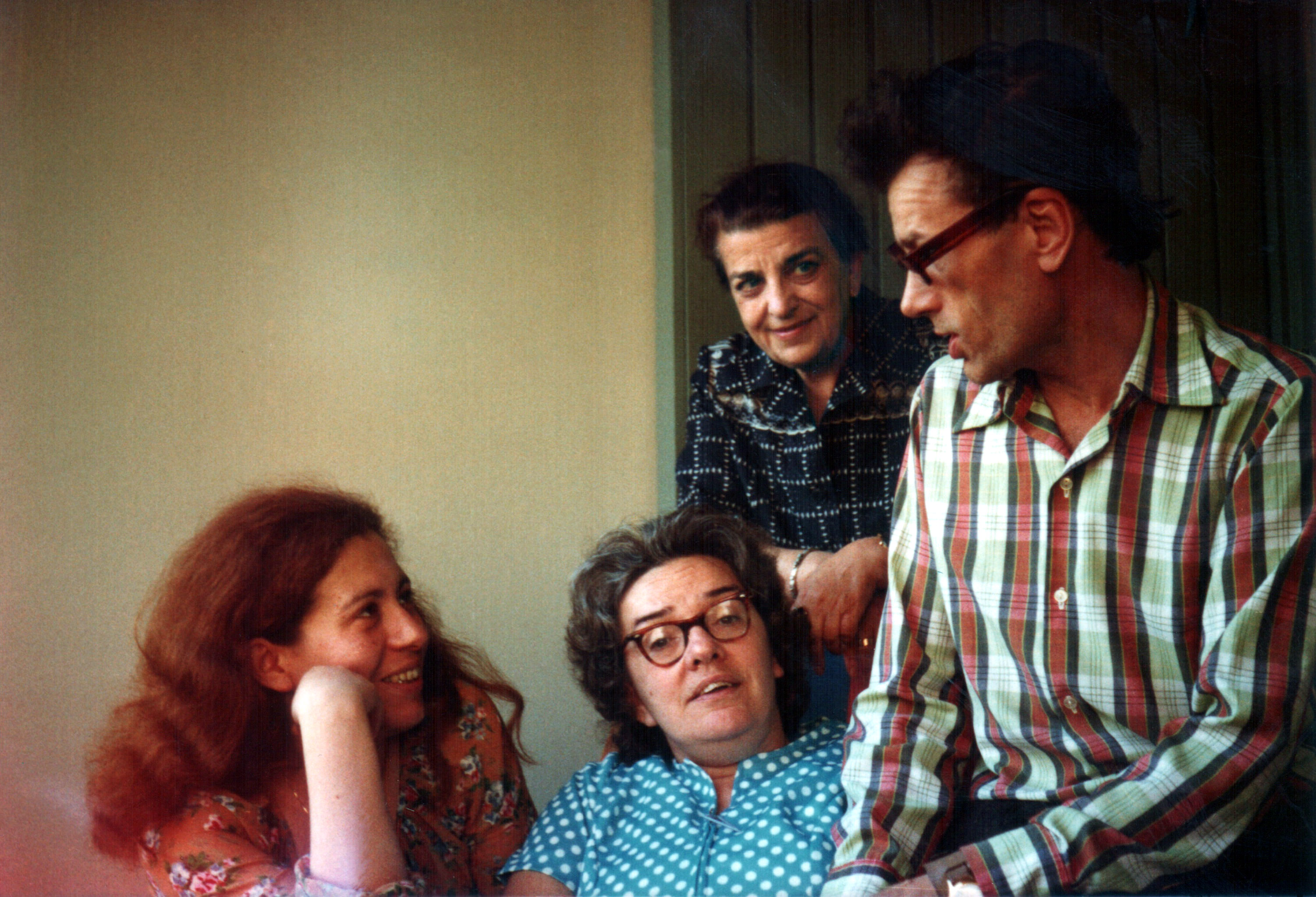
Membres del Grup Moscou Hèlsinki: Iulia Vixnévskaia, Liudmila Alekséieva, Dina Kamínskaia, Kronid Liubarski a Múnic, 1978

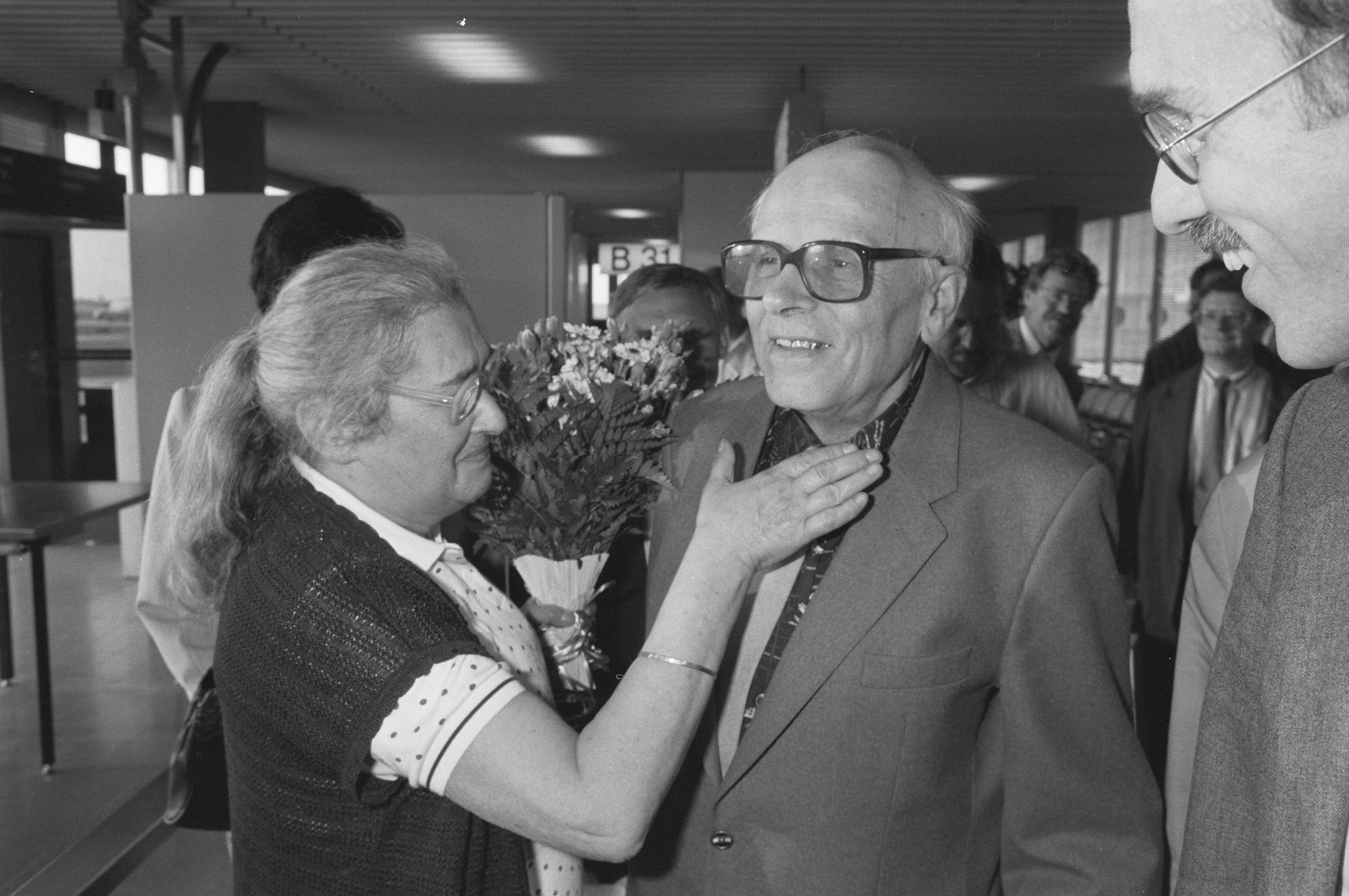
Ielena Bónner i Andrei Sàkharov després de la seva arribada per a la concessió del doctorat honoris causa en Dret per la Universitat de Groningen, 15 de juny de 1989

Els dissidents soviètics, rus: Диссиде́нты Dissidenti, eren ciutadans soviètics que estaven en desacord amb les polítiques del Partit Comunista de la Unió Soviètica i les criticaven obertament, inclosa la seva connexió amb les violacions de drets humans. El moviment va adquirir més importància a partir dels anys 50, quan les obres d'alguns dels dissidents van ser publicades a Occident.
El terme dissident es va utilitzar a la Unió Soviètica en el període següent a la mort de Stalin fins a la caiguda del comunisme. S'utilitzava per referir-se a petits grups d'intel·lectuals marginats, els modestos desafiaments dels quals al règim soviètic es trobaven amb la protecció i l'estímul dels seus conciutadans. D'acord amb l'etimologia del terme, (del llatí dissidens, "discordant") un dissident és algú que està «separat doctrinalment» del règim. Atès que els discordants van començar a identificar-se a si mateixos com a dissidents, el terme va passar a designar un individu l'inconformisme del qual era percebut com un bé per a la societat.
L'oposició política a l'URSS amb prou feines era visible i, amb rares excepcions, tenia poques conseqüències. En el seu lloc, un element important de l'activitat dels dissidents a la Unió Soviètica era informar a la societat (tant dins de la Unió Soviètica com als països estrangers) sobre la violació de les lleis i els drets humans. Amb el temps, el moviment dissident creà una viva consciència dels abusos comunistes soviètics.
Els dissidents soviètics que criticaven l'Estat s'enfrontaven a possibles sancions legals sota el Codi Penal Soviètic i s'enfrontaven a la tria de l'exili, l'hospital psiquiàtric, o el camp de treball. El comportament polític antisoviètic, en particular, la seva llibertat de to en l'oposició a les autoritats, manifestar-se per la reformar, escriure llibres, era definit en algunes persones com una conducta alhora criminal (per exemple, la violació dels articles 70 o 190-1), un símptoma (per exemple, "la il·lusió del reformisme"), i un diagnòstic (per exemple, "esquizofrènia progressiva").

## Els anys 1950 i 1960
En la dècada de 1950, els dissidents soviètics va començar a vessar la crítica a Occident mitjançant l'enviament de documents i declaracions a les missions diplomàtiques estrangeres a Moscou. A la dècada de 1960, els dissidents soviètics van declarar que sovint els drets del govern de la Unió Soviètica els negava eren drets universals, posseïts per tots, independentment de la seva raça, religió i nacionalitat. L'agost de 1969, per exemple, el grup d'iniciativa per a la protecció dels drets humans a l'URSS va fer una crida a la Comissió de les Nacions Unides sobre els Drets Humans per defensar els drets humans trepitjats per les autoritats soviètiques en una sèrie de processos.

## La dècada de 1970
L'apogeu dels dissidents com una presència en la vida pública occidental es va produir en la dècada de 1970. Els Acords de Hèlsinki inspiraren els dissidents a la Unió Soviètica, Txecoslovàquia, Hongria i Polònia per protestar obertament sobre les falles dels drets humans dels seus propis governs. Els dissidents soviètics van exigir que les autoritats soviètiques posessin en pràctica els seus propis compromisos provinents de l'acord de Hèlsinki amb el mateix zel i de la mateixa manera com en un altre temps els legalistes oberts esperaven que les autoritats soviètiques s'adherissin estrictament a la lletra de la seva constitució. Els dissidents intel·lectuals russos i d'Europa de l'Est que van instar al compliment dels acords de Hèlsinki van ser sotmesos a repressió oficial. Segons el dissident soviètic Leonid Pliusx, Moscou va aprofitar el pacte de seguretat de Hèlsinki per millorar la seva economia, mentre augmentava la repressió dels dissidents polítics. 50 membres dels grups Hèlsinki soviètics van ser empresonats. Els casos dels presos polítics i de consciència a la Unió Soviètica van ser divulgats per Amnistia Internacional en 1975 i pel Comitè per a la Defensa dels Presos Polítics soviètics el 1975 i 1976.
El president dels Estats Units Jimmy Carter en el seu discurs inaugural el 20 gener 1977 va anunciar que els drets humans serien un element fonamental de la política exterior durant la seva administració. Al febrer, Carter va enviar a Andrei Sàkharov una carta on expressava el seu suport a la postura d'aquest últim sobre els drets humans. Arran de la carta de Carter a Sàkharov, l'URSS va advertir contra els intents d'"interferir" en els seus assumptes sota "un pretès pretext" de defensa dels drets humans'". A causa de l'oberta postura de Carter de suport als dissidents soviètics, el KGB va ser capaç de vincular la dissidència amb l'imperialisme nord-americà a través del qual suggeria que aquestes protestes eren una tapadora per a l'espionatge nord-americà a la Unió Soviètica. El cap del KGB, Iuri Andrópov, va determinar:
| « | Ha sorgit, doncs, la necessitat de posar fi a les accions d'Orlov, Guínzburg i altres d'una vegada per totes, sobre la base de la legislació vigent. | » |

Segons Dmitri Volkogónov i Harold Shukman, va ser Andrópov qui va aprovar els nombrosos processos d'activistes dels drets humans, com ara Andrei Amàlrik, Vladímir Bukovski, Viatxeslav Txornovil, Zviad Gamsakhúrdia, Aleksandr Guínzburg, Natàlia Gorbanévskaia, Piotr Grigorenko (Petrò Hrihorenko), Natan Xaranski, i altres. D'acord amb el dissident soviètic Iuri Glazov, Andropov era un paradigmàtic Homo Sovieticus, i va dirigir personalment campanyes de desinformació en contra dels seus principals oponents i dissidents Andrei Sàkharov i Aleksandr Soljenitsin.
L'emigració voluntària i involuntària va permetre a les autoritats lliurar-se de molts intel·lectuals actius polítics, entre ells escriptors Valentín Turtxin, Gueorgui Vladímov, Vladímir Voinóvitx, Lev Kópelev, Vladímir Maksímov, Naüm Korjavin, Vassili Aksiónov i altres.:194 La Crònica dels esdeveniments actuals, rus: Хроника текущих событий Khrónika tekúsxikh sobiti, va informar de 424 judicis polítics, en què van ser condemnades 753 persones, i només un dels acusats va ser absolt; A més, 164 persones van ser declarades dements i enviades a tractament obligatori en un hospital psiquiàtric.
D'acord amb els dissidents soviètics i crítics occidentals, el KGB havia enviat rutinàriament dissidents als psiquiatres per al seu diagnòstic, a fi i efecte d'evitar incòmodes judicis públics i per desacreditar la dissidència com el producte de ments malaltes. Amb l'argument que els dissidents polítics a la Unió Soviètica eren psicòtics i gent enganyada, se'ls tancava en hospitals psiquiàtrics i eren tractats amb neurolèptics. El confinament dels dissidents polítics a les institucions psiquiàtriques s'havia convertit en una pràctica comuna. Aquesta tècnica podria ser anomenada la "medicalització" de la dissidència o terror psiquiàtric, i fou la forma habitual de repressió aplicada a la Unió Soviètica a Leonid Pliusx, Piotr Grigorenko i molts altres. Finalment, moltes persones en aquesta època tendien a creure que els dissidents eren persones anormals, i que el seu confinament a hospitals mentals estava bastant justificat. En l'opinió de la presidenta del Grup Moscou Hèlsinki, Liudmila Alekséieva, l'atribució d'una malaltia mental a una figura prominent que apareixia amb una declaració o acció política és el factor més important en l'avaluació de la psiquiatria durant els anys 1960-1980. En aquest moment el dissident soviètic Vladímir Bukovski va escriure Una nova malaltia mental a l'URSS: L'oposició publicat en francès, alemany, italià, i castellà i (en coautoria amb Semion Glúzman) Un manual de psiquiatria per a dissidents publicat en rus, anglès, francès, italià, alemany, i danès.

### La repressió dels Grups de Vigilància de Hèlsinki
En 1977-1979 i novament en 1980-1982, el KGB va reaccionar als Grups de Vigilància de Hèlsinki a Moscou, Kíev, Vilnius, Tbilisi, i Erevan amb una campanya de detencions a gran escala i la condemna dels seus membres a la presó, camps de treball, exili intern i reclusió psiquiàtrica.
Dels membres del Grup Hèlsinki de Moscou el 1978 va contemplar com Iuri Orlov, Vladímir Slepak i Natan Xaranski eren condemnats a llargues penes del camp de treball i exili intern per "agitació antisoviètica i propaganda" i traïció. A principis de 1980 es va produir una altra onada de detencions: Malva Landa, Víktor Nekipélov, Leonard Ternovski, Féliks Serebrov, Tatiana Ossípova, Anatoli Martxenko, i Ivan Kovalov.
Les autoritats soviètiques oferiren a alguns activistes l'«oportunitat» d'emigrar. Liudmila Alekséieva emigrà el 1977. Els membres fundadors del Grup Hèlsinki de Moscou Mikhaïl Bernxtam, Aleksander Kortxak, Vitali Rubin també emigraren, i Piotr Grigorenko va ser privat de la seva ciutadania soviètica, mentre buscava tractament mèdic a l'estranger.
El Comitè de Vigilància de Hèlsinki d'Ucraïna va patir repressions severes al llarg de 1977-1982, amb de vegades diverses sentències múltiples de camp de treball per a Mikola Rudenko, Oleski Tikhi, Miroslav Marinòvitx, Mikola Matussèvitx, Levkò Lukiànenko, Oles Bèrdnik, Mikola Hòrbal, Zenovi Krassivski, Vitali Kalinitxenko, Viatxeslav Txornovil, Olha Heiko (Olha Dmítrivna Heiko-Matussèvitx), Vassil Stus, Oksana Meixkò, Ivan Sokulski, Ivan Kàndiba, Petrò Rozumni, Vassil Stríltsiv, Iaroslav Léssiv, Vassil Sitxko, Iuri Litvín, Petrò Sitxko. El 1983 el Grup Hèlsinki d'Ucraïna tenia 37 membres, dels quals 22 eren a camps de presoners, 5 estaven a l'exili, 6 havien emigrat a Occident, 3 havien estat alliberats i estaven vivint a Ucraïna, i un (Mikhaïlo Mèlnik) s'havia suïcidat.
El Grup Lituània Hèlsinki va veure com els seus membres eren objecte de dues onades d'empresonament per activitats antisoviètiques i "organització de processons religoses": Viktoras Petkus fou sentenciat el 1978; altres el seguiren en 1980-1981: Algirdas Statkevičius, Vytautas Skuodys, Mečislovas Jurevičius, i Vytautas Vaičiūnas.

## Corrents de la dissidència

### Moviment dels drets civils i humans
A partir de la dècada de 1960, els primers anys de l'Estancament de Bréjnev, els dissidents a la Unió Soviètica van enfocar cada cop més la seva atenció envers les preocupacions civils i, eventualment, els drets humans. La lluita pels drets civils i humans se centrà en qüestions de llibertat d'expressió, llibertat de consciència, llibertat d'emigració, psiquiatria punitiva, i la difícil situació dels presos polítics. Es va caracteritzar per una nova obertura de la dissidència, la preocupació per la legalitat, el rebuig de qualsevol "activitat clandestina" i la lluita violenta.
Al llarg de les dècades de 1960 i 1980, els actius en el moviment dels drets civils i humans participen en una varietat d'activitats: La repressió política i les violacions de drets es documenten al samizdat (premsa no autoritzada); cartes de protesta individuals i col·lectives i peticions; manifestacions no autoritzades; l'ajuda mútua per als presos de consciència; i, el més prominent, els grups de vigilància cívics que apel·len a la comunitat internacional. Les repercussions d'aquestes activitats va variar entre acomiadament de la feina i els estudis a molts anys de presó en camps de treball i ésser sotmesos a psiquiatria punitiva.
Els dissidents actius en el moviment en la dècada de 1960 van introduir un enfocament "legalista" per tal d'evitar el comentari moral i polític en favor de l'atenció a les qüestions legals i de procediment. Després de diversos i destacats judicis polítics, la cobertura de les detencions i judicis en samizdat es va fer més comú. Aquesta activitat va conduir a la fundació de la Crònica dels esdeveniments actuals a l'abril de 1968. El butlletí no oficial informava de les violacions dels drets civils i el procediment judicial pel govern soviètic i les respostes a aquestes violacions pels ciutadans de l'URSS.
Durant la dècada de 1960 i al llarg de la dècada de 1970, l'estratègia basada en els drets de la dissidència incorpora les idees dels drets humans i la seva retòrica. El moviment va incloure figures com Valeri Txalidze, Iuri Orlov i Liudmila Alekséieva. Es van fundar grups especials com el Grup d'iniciativa per a la protecció dels drets humans a l'URSS (1969) i el Comitè de Drets Humans a l'URSS (1970). La signatura dels Acords de Hèlsinki (1975) que contenen clàusules de drets humans defensors va aportar als promotors de les campanyes una nova esperança d'utilitzar els instruments internacionals. Això va conduir a la creació dels Helsinki Watch Groups a Moscou (Grup Hèlsinki Moscou), Kíev (Comitè de Vigilància de Hèlsinki d'Ucraïna), Vilnius (Grup Lituània Hèlsinki), Tbilisi i Erevan (1976-1977).
Les iniciatives de drets civils i humans van tenir un paper important en la prestació d'un llenguatge comú per als dissidents soviètics amb diferents preocupacions, i va esdevenir una causa comuna per als grups socials en el medi dissident que van des d'activistes de la subcultura dels joves a acadèmics com Andrei Sàkharov. A causa dels contactes amb els periodistes occidentals, així com l'enfocament polític durant la distensió (Acords de Hèlsinki), les persones actives en el moviment de drets humans es trobaven entre els més visibles a Occident (al costat dels refuseniks).

### Moviments de les nacions deportades
El 1944, el conjunt del nostre poble fou calumniosament acusat de traïció a la Mare Pàtria Soviètica i va ser deportat per la força de Crimea. […] El 5 setembre de 1967, va aparèixer un decret del Presídium del Soviet Suprem de l'URSS ens va llevar l'acusació de traïció, però ens descriu no com a tàtars de Crimea, sinó com a "ciutadans de nacionalitat tàtara anteriorment residents a Crimea ", amb la qual legitima la nostra expulsió del nostre país d'origen i ens liquida com a nació. […] No vàrem comprendre el significat del decret immediatament. Després de la publicació, diversos milers de persones van viatjar a Crimea, però una vegada més van ser expulsats per la força. La protesta, que la nostra gent va enviar al Comitè Central del partit es va quedar sense resposta, com ho van ser també les protestes dels representants del poble soviètic que ens van donar suport.
Les autoritats ens van respondre només amb casos de persecució i judicials. […] Des de 1959 més de dos-cents dels representants més actius i valents han estat condemnats a penes de fins a set anys tot i que sempre havien actuat dins dels límits de la Constitució Soviètica.
Diversos grups nacionals o ètnics que havien estat deportats sota el govern de Stalin formaren moviments per tornar a la seva terra natal. En particular, els tàrtars de Crimea, amb l'ànim de retornar a Crimea, els turcs meskhetis al sud de Geòrgia i els ètnicament alemanys tenien com a objectiu reassentar-se al llarg del riu Volga prop de Saràtov.
El moviment tàrtar de Crimea ocupa un lloc destacat entre els moviments de les nacions deportades. Als tàrtars els havia estat negat el dret a tornar a Crimea, tot i que les lleis que justificaven la seva expulsió s'havien derogat. La seva primera carta col·lectiva demanant la restauració data de 1957. A principis de 1960, els tàrtars de Crimea havia començat a establir grups d'iniciativa en els llocs on havien estat reubicades per la força. Dirigit per Mustafà Djemílev, van fundar la seva pròpia organització democràtica i descentralitzada, considerat únic en la història dels moviments independents de la Unió Soviètica.

### Moviments de l'emigració
Els moviments de l'emigració a la Unió Soviètica inclouen el moviment dels jueus soviètics per emigrar a Israel i dels alemanys del Volga per emigrar a Alemanya Occidental.
Als jueus soviètics se'ls denegava habitualment el visat per emigrar per part de les autoritats de l'antiga Unió Soviètica i altres països de l'anomenat bloc de l'Est. Es va formar un moviment a la dècada de 1960 pel dret a emigrar, fet que també van donar lloc a un ressorgiment de l'interès per la cultura jueva. La causa dels refusenik va aplegar una considerable atenció a Occident.
Els ciutadans d'origen alemany que vivien en els estats del Bàltic abans de la seva annexió el 1940, i els descendents del colons alemanys del Volga del segle xviii, també van formar un moviment per sortir de la Unió Soviètica. El 1972, el govern d'Alemanya Occidental va signar un acord amb les autoritats soviètiques que van permetre emigrar a Alemanya Occidental entre 6000 i 8000 persones cada any durant la resta de la dècada. Com a resultat, gairebé 70.000 alemanys ètnics havien sortit de la Unió Soviètica a mitjans de la dècada de 1980.
De la mateixa manera, els armenis van aconseguir una petita emigració. A mitjans de la dècada de 1980, més de 15.000 armenis havien emigrat.

### Moviments religiosos
Els moviments religiosos a l'URSS inclouen l'Església Ortodoxa Russa, l'Església Catòlica i els moviments protestants. Es van centrar en la llibertat de practicar la seva fe i la resistència a la interferència de l'Estat en els seus assumptes interns.
El moviment ortodox rus es va mantenir relativament petit. El moviment catòlic a Lituània formava part del moviment nacional lituà més gran. Entre els grups protestants que es van oposar a les directrius estatals antireligioses s'inclouen els baptistes, els adventistes del setè dia i els pentecostals. De manera similar als moviments dissidents jueus i alemanys, molts en el moviment pentecostal independent van tractar d'aconseguir l'emigració.

### Moviments nacionals
Els moviments nacionals inclouen els moviments dissidents russos nacionals, així com els moviments dissidents d'Ucraïna, Lituània, Letònia, Estònia, Geòrgia i Armènia.
Entre les nacions que vivien en els seus propis territoris amb l'estatus de repúbliques de la Unió Soviètica, el primer moviment a sorgir en la dècada de 1960 va ser el moviment d'Ucraïna. La seva aspiració era resistir la russificació d'Ucraïna i insistir en la igualtat de drets i la democratització de la república.
A Lituània, el moviment nacional de la dècada de 1970 estava estretament relacionada amb el moviment catòlic.

### Literatura i cultura
Diversos emblemàtics exemples d'escriptors dissidents van tenir un paper significatiu per fer més ampli el moviment dissident. Aquests inclouen les persecucions d'Óssip Mandelxtam, Borís Pasternak, Mikhaïl Bulgàkov i Joseph Brodsky, així com la publicació d'Arxipèlag Gulag per Aleksandr Soljenitsin.
En el món literari, hi havia dotzenes de literats que van participar en el moviment dissident, incloentVassili Aksiónov, Arkadi Belinkov, Leonid Borodin, Joseph Brodsky, Gueorgui Vladímov, Vladímir Voinóvitx, Aleksandr Gàlitx, Venedikt Ieroféiev, Aleksandr Zinoviev, Lev Kópelev, Naüm Korjavin, Vladímir Maksímov, Víktor Nekràssov, Andrei Siniavski, Aleksandr Soljenitsin, i Varlam Xalàmov.
Durant els primers anys de la Unió Soviètica, els acadèmics disconformes van ser exiliats a través dels anomenats vaixells dels filòsofs. Més tard, figures com el teòric cultural Grigori Pomerants també estigueren entre els dissidents actius.
Altres interseccions d'inconformisme cultural i literària amb dissidents inclouen l'ampli camp de l'art inconformista soviètic, com els pintors del grup clandestí Lianozovo, i artistes actius en la "Segona Cultura".

### Altres grups
Altres grups inclouen els socialistes, els moviments pels drets socioeconòmics (especialment els sindicats independents), així com els de les dones, ambientals, i els moviments de la pau.

## Dissidents i la Guerra Freda

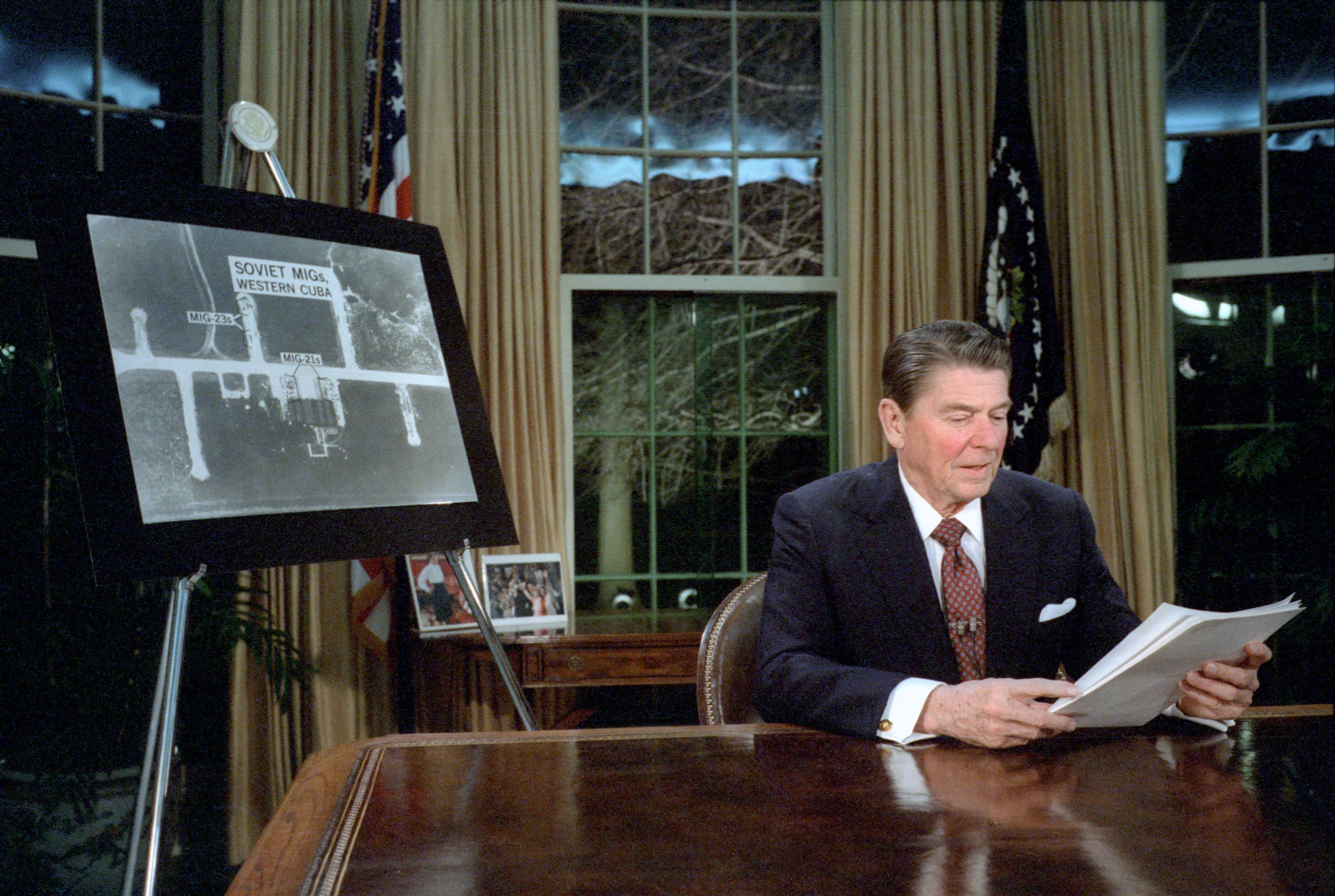
El president Reagan pronunciant el seu discurs del 23 de març de 1983, on anuncia el començament de la Iniciativa de Defensa Estratègica

En resposta a la qüestió dels refuseniks a la Unió Soviètica, el Congrés dels Estats Units va aprovar l'esmena Jackson-Vanik el 1974. La disposició de la llei federal dels Estats Units tractava d'influir en les relacions comercials dels EUA amb els països del bloc comunista que restringien la llibertat d'emigració i altres drets humans.
Els vuit països membres del Pacte de Varsòvia signaren l'Acta Final de Hèlsinki a l'agost de 1975. El "tercer pilar" de la Llei inclo extenses clàusules de drets humans.:99–100
Quan Jimmy Carter va arribar al poder el 1976, va ampliar el seu cercle d'assessors per incloure els crítics amb la distensió entre els Estats Units i la Unió Soviètica. Va expressar el seu suport al moviment de la dissidència txeca conegut com a Carta 77, i públicament va expressar la seva preocupació pel tractament dels dissidents soviètics Aleksandr Guínzburg i Andrei Sàkharov. El 1977, Carter va rebre el destacat dissident Vladimir Bukovsky a la Casa Blanca, i va afirmar que no tenia intenció de "ser tímid" en el seu suport als drets humans.
El 1979, es va fundar el Comitè de Vigilància de Hèlsinki als Estats Units, finançat per la Fundació Ford. Fundat segons l'exemple de la Grup Hèlsinki Moscou i els grups de vigilància similars en el bloc soviètic, tenia també com a objectiu monitorar el compliment de les disposicions de drets humans dels Acords de Hèlsinki, i proporcionar suport moral als que lluitaven per aquest objectiu dins del bloc soviètic. Va actuar com a conducte per obtenir informació sobre la repressió a la Unió Soviètica, i va pressionar els responsables polítics dels Estats Units perquè continuessin fent pressió del tema amb els líders soviètics.
Al president dels Estats Units Ronald Reagan se li atribueix l'opinió que el "tractament brutal dels dissidents soviètics es devia a la inèrcia burocràtica." El 14 de novembre de 1988, es va celebrar una reunió amb Andrei Sàkharov a la Casa Blanca i van dir que els abusos de drets humans soviètiques constituïen un obstacle per al progrés i continuarien sent-ho fins que el problema s'"eliminés per complet." Ja fos parlant amb un centenar de dissidents en una emissió al poble soviètic o en l'Ambaixada dels EUA, l'agenda de Reagan era sempre una: llibertat per viatjar, llibertat d'expressió i llibertat de religió. Hi ha l'opinió que el programa Star Wars, que va ser promoguda als Estats Units sota la presidència de Ronald Reagan, fou un factor important en la cadena d'esdeveniments que va portar primer a la derrota de l'URSS a la Guerra Freda, i més tard a la caiguda del règim comunista al país.

## Dissidents sobre la seva dissidència
Andrei Sàkharov va dir: "Tothom vol tenir una feina, casar-se, tenir fills, ser feliç, però els dissidents han d'estar preparats per veure les seves vides destruïdes i els seus éssers estimats ferits. Quan miro la meva situació i la situació de la meva família i del meu país, m'adono que les coses estan cada vegada pitjor."
La dissident i també una de les fundadores del Grup Moscou Hèlsinki, Liudmila Alekséieva va escriure:
| « | Què passaria si els ciutadans actuessin suposant que tenen drets? Si una persona ho fes, es convertiria en un màrtir; si dues persones ho fessin, serien etiquetats com a organització enemiga; si milers de persones ho fessin, l'Estat hauria de ser menys opressiu. | » |

Segons el dissident soviètic Víktor Davídov, el sistema totalitari no té mecanismes que poguessin canviar el comportament del grup en el poder des de dins. Qualsevol intent de canviar-lo se suprimeix immediatament mitjançant la repressió. Els dissidents feren una crida a les organitzacions internacionals de drets humans i als governs estrangers, però no hi va haver resultat. El mateix es podria dir ara també; en una situació en què la manipulació de les masses a través dels mitjans de comunicació porta el país al punt on la gent no s'adona del que passa al país, quan la gent no entén el que està passant al món, un només pot confiar en què aquells que coneixen i comprenen seran capaços de trobar un llenguatge comú amb persones a l'estranger i, per tant, canviaran la situació.

## Llista no exhaustiva
| - Abdurakhman Avtorkhànov - Vladímir Bukovski - Iuli Daniel - Borís Kagarlitski - Roi Medvédev - Borís Pasternak - Andrei Siniavski - Aleksandr Soljenitsin - Vladislav Xabalin - Ievguénia Guínzburg - Varlam Xalàmov | - Pàvel Litvínov - Jorés Medvédev - Iuri Orlov - Revolt Pímenov - Andrei Sàkharov - Natan Xaranski - Aleksandr Zinóviev | - Ielena Bónner - Serguei Kovalov - Merab Kostava - Zviad Gamsakhúrdia - Mustafà Djemílev | - Víktor Danílov - prevere catòlic - Valèria Makéieva - monja ortodoxa |  |